# City of Manchester Stadium
City of Manchester Stadium, officiellt kallad Etihad Stadium av sponsorskäl, är fotbollslaget Manchester Citys hemmaarena.
Laget flyttade dit från Maine Road den 10 augusti 2003 – redan den 25 juli 2002 hade dock friidrotten flyttat in. Arenan har blivit utmärkt med fyra stjärnor av Uefa. Det är oftast fullsatt vid Manchester Citys hemmamatcher och har efter renovering och tillbyggnad 2014–2015 kapacitet för cirka 55 000 personer (60 000 vid konserter). På arenan spelades även Finalen av Uefacupen 2008, där Zenit Sankt Petersburg besegrade Rangers med 2-0.
Arenan bytte formellt namn i juli 2011 då det Abu Dhabi-baserade flygbolaget Etihad köpte rättigheterna till arenanamnet för 150 miljoner pund – det dittills dyraste avtal som skrivits inom den engelska fotbollen. Avtalet sträcker sig över 15 år.